# Matilde Salvador
Matilde Salvador i Segarra (Castellón de la Plana, 18 de marzo de 1918 - Valencia, 5 de octubre de 2007) fue una compositora y pintora valenciana. Fue una de las figuras más representativas de la música y la cultura de la  Comunidad Valenciana, y, entre otros premios, recibió la medalla de la Universidad de Valencia el año 2001. Destacó también por su firme compromiso con la lengua y cultura valencianas.

## Biografía
Hija del violinista Josep Salvador i Ferrer y hermana de la violinista Josefina Salvador. Estudió con su tía Joaquima Segarra, pianista de renombre, y posteriormente con el compositor Vicente Asencio (1908-1979), que más tarde sería su esposo.

### Estudios
A los seis años comenzó sus estudios de piano con su tía Joaquina Segarra, una pianista muy reconocida. A los 18 años obtuvo su título en el Conservatorio de Valencia, donde fue profesora desde 1974 hasta 1989. Continuó sus estudios musicales de armonía, composición y orquestación con Vicente Asencio (1908-1979), con quien se casó en 1943. A los quince años escribió su primera obra, una pieza para seis voces mixtas titulada 'Com és la lluna', y a los dieciocho compuso su primera canción para voz y piano, 'Cuentan que la rosa'.

### Vida profesional
Como compositora, destacó en el ámbito de la canción, en el que musicó poemas de Bernat Artola Tomás, Xavier Casp, Salvador Espriu, Miquel Costa i Llobera, etc., dando muestras de una notable inspiración melódica.
Entre su producción sinfónica sobresalen los ballets El segoviano esquivo (1953) y El sortilegio de la luna, de 1954. También es autora de las óperas La filla del Rei Barbut (1943, estrenada en Castellón de la Plana), basada en Tombatossals de Josep Pasqual Tirado, y Vinatea, que recrea un episodio de la Crónica de Pedro el Ceremonioso, con texto de Xavier Casp. Esta última, estrenada en 1974, fue la única ópera estrenada por una mujer en el Gran Teatro del Liceo de Barcelona hasta que el 18 de marzo de 2023, se representó por primera vez la ópera Alexina B., de la compositora Raquel García-Tomás.
Igualmente, realizó obras para la Comisión Diocesana de Liturgia. También compuso diversas obras para coro mixto, como Viento, voz, álamo (1970, premio Joaquín Rodrigo), y la cantata Les hores (1974), así como canciones para voz sola y piano, entre las que se encuentran Planys, cançons i una nadala (1945-1964) y Cervantinas (1975). También fue autora de la Marcha de la Ciudad de Castellón (1945, adoptada en 1987 como himno oficial).
Son muchos los poetas clásicos y contemporáneos, con textos en castellano, gallego, catalán, mallorquín, alguerés o inglés que han visto musicadas sus obras con creaciones de la compositora. Pianista de mérito, en su haber figuran numerosos conciertos y grabaciones discográficas acompañando a cantantes que interpretan sus ciclos de canciones. Ejerció como crítica musical en periódicos y revistas de Castellón, Cataluña y Valencia.[6]
Otras de sus obras destacables son Betlem de la Pigà y Cantata dels dotze estels, con letra de Miquel Peris, o Cant a la terra nativa.[7] También realizó encargos para el Festival Coral de Valencia y la Federación Catalana de Entidades Corales.
Compuso también música religiosa como Missa de Lledó (para solistas e instrumentos de viento, 1967), en honor a la “Mare de Déu del Lledó”, patrona de la ciudad de Castellón de la Plana, y la Missa de Perot, así como la cantata Les hores sobre poemas de Salvador Espriu y bajo el patrocinio de la Fundación Joan March. También estrenó las misas Retaule de Nadal, Mujeres de Jerusalén (por encargo de RNE) o Cervantinas (por encargo de la Comisaría Nacional de Música). En 1973, junto con Josep Climent y Jaume Palou i Sabater, atendió la convocatoria de las Comisiones Diocesanas de Liturgia y Música sagrada de la Archidiócesis de Valencia para poner música a las nuevas traducciones litúrgicas de los tradicionales cantos marianos Salve Regina, Sub tuum praesidium y Regina Caeli.[8]
Entre sus recitales en España, Francia o Italia, destacan intérpretes como Josep Iturbi, Victòria dels Àngels, Montserrat Caballé o Carme Bustamante.
Desarrolló una relación afectiva especial con la cultura de L'Alguer y dedicó diversas obras a esta ciudad sarda de habla catalana.
Tanto Matilde Salvador como su esposo siguieron inicialmente la línea estética del último Manuel de Falla, es decir, el neoclasicismo de El retablo de Maese Pedro y el Concierto para clave, influencia que es particularmente evidente, en el caso de M. Salvador, en su ópera La filla del rei Barbut. A pesar de haber una comunidad estética, cada miembro del matrimonio mantuvo su línea personal.
Son muchas las obras por encargo solicitadas a la compositora desde diversas instancias, así como otras incluidas como obligatorias en concursos y premios de prestigio internacional, como el José Iturbi de piano[9] o el de la Ville de Carpentras en Francia.
De las numerosas distinciones obtenidas, destacan el premio Joaquín Rodrigo de composición coral, ganado en dos ocasiones, o el Premio Joan Senent en Valencia por su colección de canciones para voz y piano Planys, cançons i una nadala. Además, hay muchas obras encargadas a la compositora desde diferentes instancias, así como otras que se han incluido como obligatorias en concursos y premios de prestigio internacional, como el Premio José Iturbi de piano o el de la Ville de Carpentras en Francia. Ha recibido, entre otros, los siguientes reconocimientos institucionales y académicos: Hija Predilecta de Castellón de la Plana —fue la primera mujer en conseguirlo—, Distinción al Mérito Cultural de la Generalitat Valenciana, Creu de Sant Jordi de la Generalitat Catalana, Medallas de Oro de las Universidades Valencianas, Valenciana del Año de la Fundación Huguet de Castellón. Su nombre preside una sala auditorio en la Universidad de Valencia, varias bibliotecas valencianas, centros de jubilados y un instituto de enseñanza de Castellón, así como calles, plazas y avenidas en doce municipios de todo el territorio valenciano. Mujer singular que forma parte indiscutible de la historia de la música.
Es igualmente destacable su fructífera labor como pintora sobre vidrio, tarea que inició de manera autodidacta en 1983 y desde entonces ha realizado importantes exposiciones individuales y colectivas tanto en España como en el extranjero. Su obra se puede contemplar, entre otros lugares, en los museos internacionales de arte naíf de Jaén y Max Fourny de París, desarrollando su tarea creativa en Castellón y Valencia, ciudades entre las cuales repartió su vida.
Mujer vitalista y activa amante de las tradiciones, continuó componiendo y pintando sin descanso hasta su muerte, sumando día a día nuevas creaciones a su importante y admirable catálogo de obras: solo en la Sociedad General de Autores suma trescientas piezas registradas a su nombre. Antes de cumplir los noventa años, falleció en Valencia a causa de un fallo cardíaco, y está enterrada en el cementerio de Sant Josep, de Castellón.
Tras la muerte de Matilde, su familia donó su archivo y el de Vicente Asencio al Instituto Valenciano de la Música (hoy Institut Valencià de Cultura) de la Generalidad Valenciana, donde están a disposición de todos los ciudadanos.

## Citas
- "La condición de ser mujer y haber nacido en Castellón han marcado mi vida y mi obra. No se comprende mi producción musical y pictórica sin estos lazos".[2]

## Obras

### Piano
| 1935 | Campanas                                                                   |
| 1937 | Danza de la luna (de Romance de la luna) (Fora de catàleg)                 |
| 1937 | Danza del niño mirando a la luna (de Romance de la luna) (Fora de catàleg) |
| 1946 | Planyívola (Fuera de catálogo)                                             |
| 1954 | Judas (Fuera de catálogo)                                                  |

### Vocal
- 1935 Canción de atardecer, para voz y piano. (de Set cançons) (Fuera de catálogo)
- 1935 Cuentan que la rosa, para voz y piano. (de Set cançons) (Fuera de catálogo)
- 1935 Nana, para voz y piano. (de Vuit cançons) (Fuera de catálogo)
- 1936 El amor y la llama para voz y piano. (de Set cançons) (Fuera de catálogo)
- 1937 Tres cançons valencianes, para voz y piano, (Existe en versión orquestral realizada por Vicente Asencio)
  - Cançó alegre
  - Cançó de recança
  - Cançò d’amor (Fuera de catálogo)
- 1939 Alba lírica, ciclo de canciones para voz y piano (1936-1939) (De la segunda y la tercera existe versión para voz y guitarra)
  - Canción, Llanto
  - Canción de cuna
  - Nostalgia
  - Cantar de enamorada
  - Alamillos verdes
- 1939 Como esa agua, para voz y piano. (de Set cançons) (Fuera de catálogo)
- 1939 De los álamos vengo, para voz y piano. (de Tonadas antiguas) (Fuera de catálogo)
- 1939 Seis canciones españolas, ciclo de canciones para voz y piano (de la número 4 existe versión para violín y piano, y de la número 6 versión para voz y orquesta)
  - Castellana
  - Gallega
  - Asturiana
  - Andaluza
  - Zamorana
  - Valenciana
- 1940 ¡Adiós!, para voz y piano. (de Set cançons) (Fuera de catálogo)
- 1940 Caminante, para voz y piano. (de Set cançons) (Fuera de catálogo)
- 1942 El padre Lucas, para voz y piano. (de Set cançons) (Fuera de catálogo)
- 1942 Set cançons, ciclo para voz y piano (1935-1942), títulos ya indicados en su año de composición (Fuera de catálogo)
- 1943 Una veu, para voz y piano (Fuera de catálogo)
- 1945 Ai! Que no n’era, para voz y piano. (de Tonadas antiguas) (Fuera de catálogo)
- 1945 Bona nit!, para voz y piano (de Planys, cançons i una nadala)
- 1945 Cançó alegre, para voz y piano (de Planys, cançons i una nadala)
- 1945 Cançó fetillera, para voz y piano (de Planys, cançons i una nadala)
- 1945 Tonadas antiguas, ciclo de tres canciones para voz y piano, títulos ya indicados en su año de composición (Fuera de catálogo)
- 1945 Tres morillas, para voz y piano (de Tonadas antiguas) (Fuera de catálogo) (Existe versión para coro a cuatro voces mixtas)
- 1946 Balada para voz y piano (de Homenaje a la poesía femenina de América); existe versión para voz y orquesta
- 1946 Canción de vela para voz y piano; existe versión para voz y orquesta
- 1946 La loba, para voz y piano (de Homenaje a la poesía femenina de América); existe versión para voz y orquesta (de Tres nanas)
- 1946 La señora luna, para voz y piano (de Homenaje a la poesía femenina de América); existe versión para voz y orquesta (de Tres nanas)
- 1946 Por los caminitos, para voz y piano (de Homenaje a la poesía femenina de América); existe versión para voz y orquesta (de Tres nanas)
- 1947 Recança, para voz y piano (de Planys, cançons i una nadala)
- 1947 Tres nanas, para voz y piano; títulos ya indicados en su año de composición
- 1947 Cancioncilla, para voz y piano (de Cancionero de la enamorada); existe versión para voz y orquesta
- 1947 Morena me llama, para voz y guitarra (de Endechas y cantares de Sepharad); existe versión para voz y piano
- 1948 Arietas de Primavera ciclo de canciones para voz y piano
- 1948 Baladilla del pastor para voz y piano; para voz y orquesta
- 1948 Canciones de nana y desvelo ciclo para voz y piano
  - Desvelo ante el agua; existe versión para voz y orquesta y para voz y guitarra
  - Desvelo de la madre; existe versión para voz y orquesta
  - Desvelo del mar; existe versión para voz y orquesta
  - Nana de la Virgen; existe versión para voz y orquesta
  - Nana del mar; existe versión para voz y orquesta y para voz y guitarra
  - Nana del sueño; existe versión para voz y orquesta
- 1948 El río feliz para voz y piano (de Arietas de Primavera); existe versión para voz y orquesta y para voz y guitarra
- 1948 Presentimiento para voz y piano (de Cancionero de la enamorada); existe versión para voz y orquesta
- 1948 Clam para voz y piano (Fuera de catálogo)
- 1948 Tú entre los lirios para voz y piano y para voz y orquesta
- 1948 Villancico del pescador de truchas, para voz y piano y para voz y orquesta
- 1949 Ala del silenci, para voz y piano (de Aires de cançó)
- 1950 Tres canciones marineras, para voz y piano
  - Coplilla del marinero
  - El milagro
  - Yo en el fondo del mar (de Homenaje a la poesía femenina de América); existe versión para voz y orquesta
- 1951 Dame la mano, para voz y piano (de Homenaje a la poesía femenina de América)
- 1951 El cazador, para voz y piano (de Homenaje a la poesía femenina de América)
- 1951 La barca milagrosa, para voz y piano (de Homenaje a la poesía femenina de América)
- 1951 Mayo, para voz y piano (de Homenaje a la poesía femenina de América)
- 1951 Seguridad, para voz y piano (Fuera de catálogo)
- 1951 Vida-garfio, para voz y piano (de Homenaje a la poesía femenina de América)
- 1952 En donde tejemos la ronda, para voz y piano (de Homenaje a la poesía femenina de América)
- 1952 Estío seco, para voz y piano
- 1954 El divino amor, para voz y piano (de Homenaje a la poesía femenina de América)
- 1955 Cancionero de la enamorada, ciclo de canciones para voz y piano (1947-1955) (de los números 1 y 4 existe versión para voz y orquesta )
  - Presentimiento
  - Rapto
  - Nostalgia
  - Cancioncilla
- 1955 Tonadilla y danza sefardí, para voz, piano y tabal (Fuera de catálogo)
- 1955 Villancico, para voz y piano (Fuera de catálogo)
- 1956 Homenaje a la poesía femenina de América, ciclo de trece canciones (1946-1956); títulos indicados en el año de composición con las versiones, si es necesario
- 1956 Vidalita y danza criolla, para voz y piano (Fuera de catálogo)
- 1956 Una enredadera, para voz y piano (de Homenaje a la poesía femenina de América)
- 1958 Eu en ti, para voz y piano (de Canciones sobre poetas orensanos)
- 1960 Endecha, para voz y guitarra (de Endechas y cantares de Sepharad); hay versión para voz y piano
- 1960 Yo me levantí un lunes, para voz y guitarra (de Endechas y cantares de Sepharad); hay versión para voz y piano
- 1963 A la vora, voreta, para voz y piano (de Aires de cançó)
- 1963 Abans, amor, para voz y piano (de Aires de cançó)
- 1963 Ara que vens, para voz y piano (de Quatre cançons)
- 1963 Jo faria, para voz y piano (de Aires de cançó)
- 1963 Juguem a jugar, para voz y piano (de Aires de cançó)
- 1963 Per a mi la nit, Senyor, para voz y piano (de Quatre cançons)
- 1963 Si algún dia vols cantar, para voz y piano (de Aires de cançó); existe versión para voz y orquesta
- 1964 Aires de cançó ciclo de canciones para voz y piano (1949-1964); títulos indicados en el año de composición
- 1964 Blava rosa para voz y piano (de Aires de cançó)
- 1964 Cançó del xocorroc, para voz y piano (de Planys, cançons i una nadala)
- 1964 Cançoneta d’abril, para voz y piano (de Planys, cançons i una nadala)
- 1964 Els ulls, para voz y piano (de Quatre cançons)
- 1964 Eriçó, para voz y piano (de Planys, cançons i una nadala)
- 1964 Escampadissa, para voz y piano (de Quatre cançons)
- 1964 Jocs d’aigua, para voz y piano (de Planys, cançons i una nadala)
- 1964 Maror, para voz y piano (de Planys, cançons i una nadala)
- 1964 Nadala, para voz y piano (de Planys, cançons i una nadala)
- 1964 Planys, cançons i una nadala, ciclo de canciones (1945-1964) para voz y piano, títulos indicados en el año de composición
- 1964 Perfum, para voz y piano (Fuera de catálogo)
- 1964 Quatre cançons ciclo de canciones para voz y piano, títulos indicados en el año de composición
- 1964 Recer, para voz y piano (Fuera de catálogo)
- 1966 Cantiga antiga, para voz y piano (de Canciones sobre poetas orensanos)
- 1966 Canciones sobre poetas orensanos ciclo de dos canciones (1958-1966) para voz y piano, títulos indicados en el año de composición
- 1967 Canción del domingo, para voz y piano (de Canciones infantiles)
- 1967 Canción del xilofón, para voz y piano (de Canciones infantiles)
- 1967 Elefante perdido para voz y piano (de Canciones infantiles); existe versión para voz solista, coro de voces blancas, celesta, juego de timbres y piano: también hay versión para coro de voces iguales y para coro de dos voces infantiles
- 1967 El ciempies descalzo, para voz y piano (de Canciones infantiles); existe versión para voz solista, coro de voces blancas, celesta, juego de timbres y piano: también hay versión para coro de voces iguales
- 1967 El grillo, para voz y piano (de Canciones infantiles); existe versión para voz solista, coro de voces blancas, celesta, juego de timbres y piano: también hay versión para coro de voces iguales
- 1967 El puente, para voz y piano (de Canciones infantiles); existe versión para voz solista, coro de voces blancas, celesta, juego de timbres y piano: también hay versión para coro de voces iguales
- 1967 El sapo cantor, para voz y piano (de Canciones infantiles); hay versión para coro de tres voces iguales
- 1967 La gallina presumida, para voz y piano (de Canciones infantiles); hay versión para coro de tres voces iguales
- 1967 Sirenita, para voz y piano (de Canciones infantiles); existe versión para voz solista, coro de voces blancas, celesta, juego de timbres y piano
- 1969 A la una, para voz y guitarra (de Endechas y cantares de Sepharad)
- 1970 1970 Avrideme, galanica, para voz y guitarra (de Endechas y cantares de Sepharad)
- 1971 Arvolicos d’almendra, para voz y guitarra (de Endechas y cantares de Sepharad)
- 1971 Nana del osito, para voz y piano (de Canciones infantiles); hay versión para coro de tres voces iguales
- 1971 Canciones infantiles, ciclo para voz y piano (1967-1971); títulos indicados en su año de composición
- 1971 Los bilbilicos, para voz y guitarra (de Endechas y cantares de Sepharad)
- 1972 Mujeres de Jerusalem, para voz y conjunto instrumental
- 1974 Villancico de Las Palmas, para voz y piano; existe versión para voz y conjunto instrumental
- 1975 Cervantinas, ciclo de canciones para voz y piano
  - Ronda de San Juan
  - Marinero soy de amor
  - La inútil guarda
  - Un soneto
  - El papel morisco
  - Villancico Trastocado
  - Canto a los ojos
  - Loa a Valencia
  - La puerta florida
  - Cantarcillo burlesco
- 1979 Cantar de amanecida, para voz y guitarra (de Endechas y cantares de Sepharad)
- 1979 Cantar de marinero, para voz y guitarra (de Endechas y cantares de Sepharad)
- 1979 Endechas y cantares de Sepharad, ciclo de canciones para voz y guitarra (1974-1979); los títulos se indican en el año de composición
- 1982 Cinc cançons de bres, ciclo de canciones para voz y piano (1945-1982)
  - Les campanes
  - La llar
  - Mareta
  - Tan tarantan
  - Dorm!
- 1985 Cants al capvespre, ciclo de canciones para voz y piano
  - Novembre
  - Paisatge nocturn
  - Encara una vegada
  - Vent de Ponent
  - Pels camins del silenci
  - Profunds meandres del no-res
  - Quan m’acomiadaré de tu
- 1986 Calma de mar, para voz y piano
- 1986 Canturel·les de mare, ciclo de canciones para voz y piano
  - Per adormir el grumet
  - El moro Muça
  - Ninc nanc
  - La cuca fera
  - El voladoret
- 1986 Desig, para voz y piano
- 1988 Cantilenes del Roselló, ciclo de canciones para voz y piano (1987-1988)
  - El desig
  - Es el maig
  - La Primavera
  - Els cant d’ocells
  - Tres roses
  - A la font gelada
- 1988 Els Asfòdels, ciclo de canciones para voz y piano (1986-1988)
  - Els asfòdels
  - El temps
  - Miratge de la tarda
  - La cambra
  - Enllà de l’origen
  - Anhel
  - Petit retaule d’amor
- 1988 Per a ninar-te, para voz y piano
- 1995 Ram de núvia, para voz y orquesta de cuerda; existe versión para voz y piano
- 1997 Flor de taronger, para voz y orquesta de cuerda; existe versión para voz y piano
- 1997 Nupcial, para voz y orquesta de cuerda; existe versión para voz y piano
- 1997 L’amor Somniat, para voz y piano
- 1998 Canastrell, para voz y piano

### Coral
- 1933 Com és la lluna para coro mixto a seis voces (Fuera de catálogo)
- 1947 Plany per la mort de Falla Cantata para barítono solista, coro mixto y orquesta
- 1962 Ay! Fortuna para coro a cuatro voces graves (de El villano en su rincón)
- 1962 Las avellanicas para coro de tres voces iguales (de El villano en su rincón)
- 1964 Nadala joiosa, para coro a cuatro voces mixtas. Existe versión para coro de tres voces iguales y para voz y piano, pertenece al ciclo Planys, cançons i una nadala
- 1966 Missa de Lledó, para coro mixto y conjunto instrumental; también existe versión para coro mixto y órgano
- 1966 Vent d’octubre, para coro a cuatro voces mixtas
- 1967 Campana para coro a cuatro voces mixtas (Fuera de catálogo)
- 1967 Canciones populares infantiles para coro de voces blancas al unísono o a dos voces y conjunto instrumental Orff (Fuera de catálogo)
- 1967 Cantata de l’ocell, para coro a cuatro voces mixtas
- 1968 Nadala de la crida, para coro a cuatro voces mixtas
- 1968 Nadala de les abelles, para coro a cuatro voces mixtas; también hay versión para coro de tres voces iguales
- 1969 Cançons per a la nit, para coro a cuatro voces mixtas
- 1969 Nadala constant, para coro a cuatro voces mixtas
- 1969 Nadala tendra, para coro a cuatro voces mixtas
- 1970 Cançoneta, para coro de tres voces iguales
- 1970 Campanitas de Belén, para coro a cuatro voces mixtas; también hay versión para coro de tres voces iguales
- 1970 Viento, voz, álamo para coro a cuatro voces mixtas
- 1971 Nadala de les esquelles, para coro de tres voces iguales
- 1972 Nadala de la nit-dia, para coro a cuatro voces mixtas
- 1973 Davall vostre mantell, para coro al unísono y órgano
- 1974 Les hores, cantata para barítono, coro mixto y orquesta
- 1975 Galania, para coro a cuatro voces mixtas (de Els dotze estels)
- 1975 Nadala de l’amistat, para coro a cuatro voces mixtas
- 1976 Al·leluia, para coro a cuatro voces mixtas, pertenece a la representación escénica del Betlem de la Pigà; también existe la versión para coro a cuatro voces iguales.
- 1976 Prec de Nadal, para coro a cuatro voces mixtas
- 1976 Cançoneta de la lluna, para coro de tres voces iguales; como pieza para coro a cuatro voces mixtas pertenece a la obra Els dotze estels
- 1976 Convocatòria, para coro a cuatro voces mixtas (de Tres poemes de Tagore)
- 1976 Invitació, para coro a cuatro voces mixtas (de Tres poemes de Tagore)
- 1976 Nadala dels xiquets, para coro a tres voces iguales
- 1976 Nadala primerenca, para coro a cuatro voces mixtas
- 1976 Vaixells de paper, para coro a cuatro voces mixtas (de Tres poemes de Tagore); también en versión para coro de tres voces iguales
- 1978 Nadala dels codonys, para coro a cuatro voces mixtas
- 1979 Nadala del desert, para coro a cuatro voces mixtas, sobre texto de Miquel Peris i Segarra
- 1979 Nadala dels mariners, para coro a cuatro voces mixtas
- 1980 Cançoneta per a Paula, para coro a cuatro voces mixtas
- 1980 Endreça, para coro a cuatro voces mixtas (de Els dotze estels)
- 1980 Invocació a la Mare de Déu de Lledó, para coro a cuatro voces mixtas
- 1980 Missa de Perot, para coro mixto, flauta, obóe y cuerda
- 1980 Tres cançons corals, para coro a cuatro voces mixtas (Fuera de catálogo)
- 1981 Albada, para coro a cuatro voces mixtas (de Els dotze estels)
- 1981 Cançoneta per a Berta, para coro a cuatro voces mixtas
- 1981 Crit de la terra, para coro a cuatro voces mixtas (de Els dotze estels)
- 1981 Do de l’amor, para coro a cuatro voces mixtas (de Els dotze estels)
- 1981 Dorm-te nina roseta, para coro a cuatro voces mixtas
- 1981 Invocacions, para coro a cuatro voces mixtas (de Els dotze estels)
- 1981 La cançó de l’arbre, adaptación para coro a cuatro voces mixtas de la obra original de Gaetà Huguet y Vicent Ripollés, para coro unisonal de niños y piano
- 1981 Nin, ninet, para coro a cuatro voces mixtas
- 1981 Salve, para coro a cuatro voces mixtas (de Els dotze estels)
- 1981 Seguidilles madaleneres, para coro unisonal y rondalla
- 1982 Xaranga marinera, para coro unisonal y conjunto
- 1982 Nadala garrida, para coro a cuatro voces mixtas
- 1982 Salve gojosa, para coro a cuatro voces mixtas, sobre texto de Manuel Villarreal
- 1983 Nadala cordial, para coro a cuatro voces mixtas
- 1983 Nadala del llir, para coro a cuatro voces mixtas
- 1983 Marxa festera, para dos dulzainas, coro a dos voces, guitarra y tabal
- 1984 Cant a la terra nativa, Cantata para barítono solista, coro mixto y conjunto instrumental, sobre texto de Rafael Caria
- 1984 Càntic de les creatures, para coro a cuatro voces mixtas
- 1984 Gènesi, para coro a cuatro voces mixtas (de Els dotze estels)
- 1984 Goigs en lloança del gloriós San Francesc de la Font, para coro al uníson oy órgano
- 1984 Gota de rosada, para coro a cuatro voces mixtas (de Els dotze estels)
- 1984 Precs, para coro a cuatro voces mixtas (de Els dotze estels) Traspaso para coro a cuatro voces mixtas
- 1984 Verge aimia, para coro a cuatro voces mixtas (de Els dotze estels)
- 1985 Deixeu la terra, para coro a cuatro voces mixtas, sobre texto de Jacint Heredia
- 1985 Goigs en lloança del gloriós Sant Blai, para coro al unísono y órgano
- 1985 Nadal a l’Alguer, para coro a cuatro voces mixtas, sobre texto de Rafael Caria
- 1985 O sacrum convivium, para coro a cuatro voces mixtas
- 1985 Sento la mar, para coro a cuatro voces mixtas (de Tríptic de l’Alguer)
- 1985 Sóc alguerès, para coro a cuatro voces mixtas (de Tríptic de l’Alguer)
- 1985 Terra mia, para coro a cuatro voces mixtas (de Tríptic de l’Alguer)
- 1986 Cantarella, para coro a cuatro voces mixtas
- 1986 El roure de Serrabona, para coro a cuatro voces mixtas (de Cinc sardanes vegetals) sobre texto de Josep Sebastià Pons
- 1986 La carrasca de Culla, para coro a cuatro voces mixtas (de Cinc sardanes vegetals) sobre texto de Miquel Peris i Segarra
- 1986 Missa humil, para coro a cuatro voces mixtas y órgano
- 1986 Nadal, para coro a cuatro voces mixtas
- 1986 Nadal al Roselló, para coro a cuatro voces mixtas
- 1986 Xiprers de Sinera, para coro a cuatro voces mixtas (de Cinc sardanes vegetals) sobre texto de Salvador Espriu
- 1987 El pi de Formentor, para coro a cuatro voces mixtas (de Cinc sardanes vegetals) sobre texto de Miquel Costa i Llovera
- 1987 Oliveres d l’Alguer, para coro a cuatro voces mixtas (de Cinc sardanes vegetals) sobre texto de Rafael Caria
- 1988 Cançó de bressol, para coro a cuatro voces mixtas
- 1988 Nadala de l’ermita, para coro a cuatro voces mixtas, sobre texto de Jacint Heredia
- 1993 Salve al Mas del Nabero, para coro a cuatro voces mixtas
- 1995 Missa per l’amistat, para coro a cuatro voces mixtas y órgano; existe versión de voces mixtas y conjunto instrumental
- 1996 L’arpa de tres cordes, para coro a cuatro voces mixtas
- 1997 Epitalami, para coro a cuatro voces mixtas y flauta
- 1999 Epitalami II, para coro a cuatro voces mixtas y flauta
- 1999 La famosa representación de La Asunción de Nuestra Señora a los Cielos, para soprano, coro mixto, arpa y violoncelo

### Música de cámara e instrumental
- 1930 Piezas de mi infancia, colección de diecisiete piezas para violín y piano y cuatro piezas para piano solo (Fuera de catálogo)
- 1945 Marxa de la ciutat, para conjunto instrumental de metales y timbal; existe versión para cuatro dulzainas y tabal y para cuarteto de cuerda
- 1980 Dansa, adaptación para guitarra de la obra original de Vicent Asencio para piano
- 1987 Vers a Lledó, para órgano
- 1988 Tocates i danses en estil popular, para dulzaina y tabal
- 1989 Homenatge a Mistral, para guitarra sola.
- 1994 Tocata per a Tractat d’Almirra, para dulzaina y tabal
- 1994 Tocates i dances en estil popular, para dulzaina y tabal

### Orquesta
- 1935 Serenata medieval para orquesta de cuerda (Fuera de catálogo)
- 1937 Romance de la luna, Balet, (Fuera de catálogo)
- 1940 Marxa del Rei Barbut (existe versión para piano y para banda de música, esta última obra de Josep Ferriz)
- 1953 El segoviano esquivo, Balet,
- 1954 Sortilegio de la luna, Balet,
- 1956 Blancanieve, Ballet
- 1958 El ruiseñor y la rosa, Balet,

### Ópera
- 1941 La filla del Rei Barbut, Ópera bufa. Estrenada en Castellón de la Plana con motivo de las Fiestas de la Magdalena el año 1943.
- 1948 Retablo de Navidad, cantata escénica
- 1973 Vinatea, Opera - libreto: Xavier Casp - orquestación en colaboración con Vicent Asencio. Estrenada en el Gran Teatro del Liceo de Barcelona el 19 de enero de 1974.
- 1979 Betlem de la Pigà, representación escénica

### Música incidental
- 1950 La enamorada del Rey
- 1950 Las mocedades del Cid
  - Romance “por ganar a Calahorra”
  - Romance de las bodas
- 1961 El anzuelo de Fenisa
- 1962 El villano en su rincón
- 1962 Entremeses de Cervantes
- 1962 La viuda valenciana
- 1966 El lago y la corza
- 1972 Auto de los Cantares

## Distinciones
- 1945 Marcha de la Ciudad de Castellón, adoptada como himno oficial el año 1987.
- 1964 Premio Joan Senent por Planys, cançons i una nadala.
- 1967 Premio Joaquín Rodrigo de composición coral por Cantada de l'ocell.
- 1973 Premio Joaquín Rodrigo de composición coral por Viento, voz, álamo.
- 1979 Premio de Música Ciudad de Castellón por Cançoner de la Ciutat i terme de Castelló.
- 1979 Premio Colós del País Valencià
- 1984 Premio de actuación cívica catalana de la Fundación Jaime I de Barcelona.
- 1986 Voladoret d'Or de la Colla del Rei Barbut, en la primera edición de este premio.[3]
- 1988 Inauguración del Centro Cultural Matilde Salvador de Aldaia (Valencia).
- 1989 El Ayuntamiento de Benicasim le dedica una calle.
- 1993 Premio Senyera de Jaume I de la Comisión Cívica Jaime I de Castellón.
- 1995 La Akademia Cantos et Fidis del Alguer (Cerdeña-Italia) pone a su coro el nombre de Cor Matilde Salvador.
- 1995 IES Matide Salvador en Castelló de la Plana.
- 1996 Valenciana del Año de la Fundación Huguet de Castellón.
- 1997 Distinción al Mérito Cultural de la Generalidad Valenciana.
- 1998 El Ayuntamiento de Onda le dedica una calle.
- 1998 Medalla de Oro de la Universidad Jaime I de Castellón.
- 1999 Porrot d'Honor de les Lletres Valencianes de Silla.
- 2001 Medalla de Oro de la Universidad de Valencia.
- 2004 Mujer del año de Castellón de la Plana.
- 2005 Cruz de Sant Jordi de la Generalidad de Cataluña.
- 2007 El Ayuntamiento de Castellón le dedica una calle.